# Monika Fagerholm
Monika Fagerholm (født 26. februar 1961 i Helsingfors) er en finlandsksvensk forfatter.
Fagerholm debuterede som forfatter med novellesamlingen "Sham" i 1987 og brød gennem med romanen Skønne kvinder ved vandet fra 1994 (på dansk 1996).
Hun modtog Nordisk Råds litteraturpris 2020 for romanen Hvem slog bambi ihjel? som har seksuel vold som tema.
Fagerholm er uddannet psykolog og kandidat i litteratur fra Helsinki Universitet i 1987.

## Priser
- 1995: Runebergprisen for Underbara kvinnor vid vatten
- 1995: Takk for boken-medaljen for Underbara kvinnor vid vatten
- 2005: Augustprisen for Den amerikanska flickan
- 2005: Aniara-prisen
- 2005: Göteborgs-Postens litteraturpris
- 2020: Nordisk Råds litteraturpris for Vem dödade bambi?